# László Endre
László Endre, né le 1er janvier 1895 à Abony et mort le 29 mars 1946, est un homme politique hongrois d'extrême droite qui a collaboré avec les nazis pendant la Seconde Guerre mondiale et participé à la Shoah en Hongrie.

## Biographie
Né dans une famille aisée, Endre est soldat pendant la Première Guerre mondiale puis obtient un diplôme en sciences politiques ; il devient une personnalité influente du gouvernement régional du comitat de Pest. Il s'investit dans le groupe nationaliste d'extrême-droite Magyar Országos Véderő Egyesület (en) ; à cette période, il est remarqué pour sa cruauté prononcée, qui a peut-être pour origine la syphilis.
En 1938, il rejoint le parti de Béla Imrédy, alors au pouvoir, et son antisémitisme ne passe pas inaperçu. Endre soutient que les législations antisémites en Hongrie ne sont pas assez dures et il prend l'initiative d'imposer davantage de restrictions sur la vie quotidienne des Juifs. 
En 1944, l'hésitation de la Hongrie à s'engager pleinement dans l'effort de guerre allemand impatiente le dictateur Adolf Hitler, qui ordonne l'invasion et l'occupation du pays. L'occupant dissout le gouvernement relativement tolérant de Miklós Kállay et force Miklós Horthy, régent du royaume, à le remplacer par Döme Sztójay, sympathisant du nazisme.
L'une des priorités des nazis est l'extermination des Juifs hongrois qui, malgré les répressions et difficultés économiques, avaient en large partie survécu aux premières années de guerre. Endre, en raison de sa réputation d'antisémite, est nommé secrétaire d'État au ministère de l'Intérieur, sous l'autorité du ministre Andor Jaross. Endre est doté de pouvoirs étendus pour procéder à l'emprisonnement des Juifs dans des ghettos et à leur déportation. Aux côtés de László Baky, Jaross et Endre offrent tout leur concours à Adolf Eichmann pour rassembler et déporter plus de 400 000 Juifs hongrois entre mai et juillet 1944. La plupart des victimes sont convoyées à Auschwitz, où elles sont assassinées dans les chambres à gaz puis incinérées.
L'empressement d'Endre attire l'attention du régent Miklós Horthy, qui dès juin appelle à son licenciement du ministère de l'Intérieur ; en juillet, Horthy parvient enfin à interrompre les déportations. Endre est limogé en septembre 1944 mais il revient au gouvernement en quelques semaines quand les nazis déposent et arrêtent Horthy, puis placent au pouvoir le Parti des Croix fléchées, mouvement fasciste de Ferenc Szálasi. Endre devient commissaire à l'administration civile. En mars 1945, quand Budapest est conquise par l'Armée rouge, Endre fuit en Autriche mais il y est capturé avant d'être reconduit dans son pays.
En décembre 1945, Endre, Baky et Jaross (surnommés « le trio de la déportation ») sont traduits en justice à Budapest et déclarés coupables de l'assassinat de Juifs et de trahison contre les intérêts nationaux de la Hongrie. Tous trois sont exécutés (tout comme plusieurs ministres ayant officié pendant la guerre, comme Béla Imrédy et Ferenc Szálasi). László Endre meurt par pendaison le 29 mars 1946,.